# Auricillocorini
Auricillocorini es una tribu de hemípteros heterópteros perteneciente a la familia Miridae.

## Géneros
- Artchawakomius - Auricillocoris - Cleotomiris - Cleotomiroides - Wygomiris - Zaratus